# 어로
어로(漁撈)는 물고기를 잡는 일이다. 그 일을 하는 사람을 어부(漁夫)라 한다. 물고기를 잡는 도구는 손, 작살, 그물, 어망, 낚시 등이 있다.
국제연합 소속 식량 농업 기구에 따르면 어업이나 양식업에 종사하는 사람은 2008년 기준으로 전 세계적으로 4천4백만명 이상이며, 54% 정도의 세계 해양 수산 자원은 안정적으로 공급되고 있으나 나머지 32%는 남획으로 자원이 고갈되고 있다.
전 세계에서 생산되는 물고기 등 해산물의 80%는 사람이 소비하고, 나머지는 물고기 먹이나 어유(魚油)로 만든다.
고기잡이는 낚시 등의 취미 생활로 여겨지는 경우도 있다.

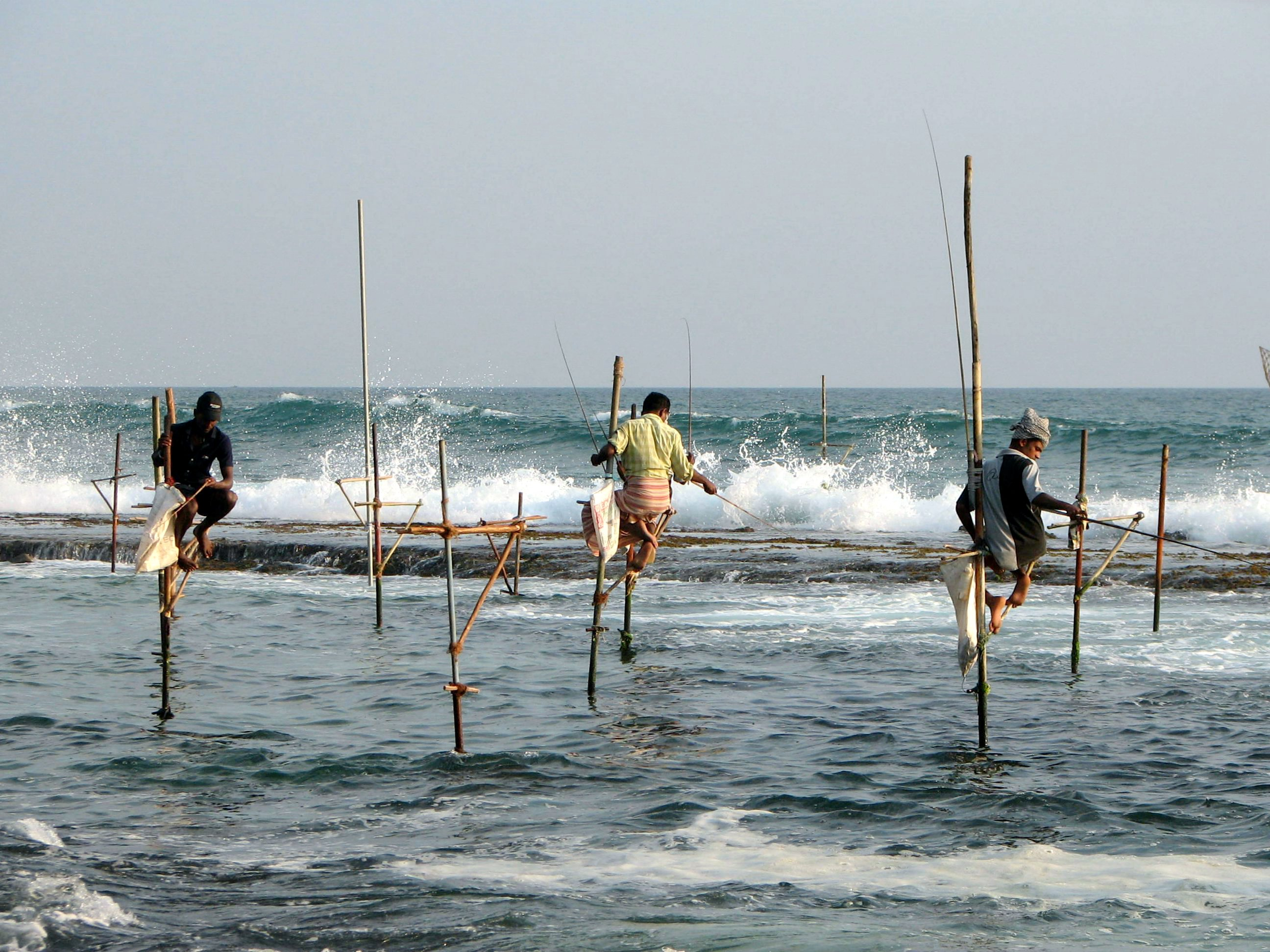
스리랑카의 장대위에서 고기잡이 하는 사람

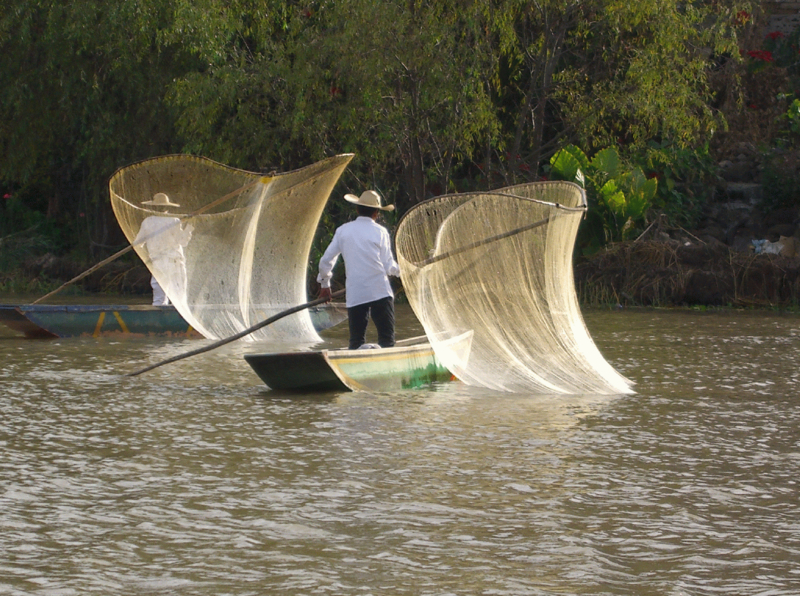
멕시코 미초아칸주 미파츠쿠아로 호수에서 하는 나비 고기잡이

## 어업
물고기나 해산물을 잡거나 거두어 들이는 일은 어로(漁撈)라고 하고, 그런 산업이나 직업을 어업(漁業)이라 한다. 가두리 양식 등 물고기나 해조류 등을 가둬 키워 잡는 일은 고기잡이와 달리 양식(養殖) 어업이라고 부른다.
고래를 잡는 일은 특히 고래잡이, 포경(捕鯨)이라 하고, 조개잡이는 해변에서 조개를 잡는 일을 뜻한다.

## 어부
물고기를 잡는 일을 직업으로 삼아 생계를 이어가는 사람은 어부(漁夫/漁父), 어민(漁民)이라고 한다.

## 해녀
산소 탱크 등 별다른 장비 없이 육지에서 가까운 바닷속에 들어가 해산물을 따는 여자를 뜻한다.

## 취미 낚시

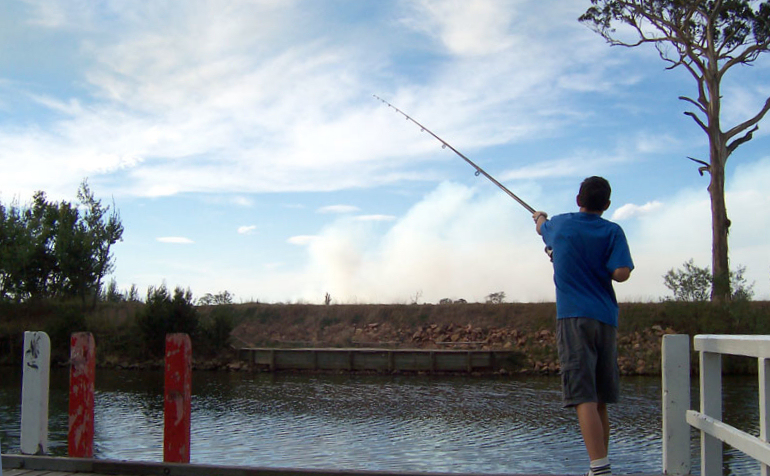
낚시하는 모습

취미 생활이나 여가를 즐기기 위한 고기잡이로 낚시가 있다. 미끼를 써서 물고기의 입에 낚싯바늘을 꿰거나 물고기 몸에 바늘을 달아 잡는 등 여러 가지 방법이 있다.

## 같이 보기
- 열대어
- 수족관
- 유령 어로